# Academia.edu
Academia.edu é um site eletrónico para acadêmicos em formato de rede social. Foi lançado em setembro de 2008. A plataforma pode ser usada para compartilhar artigos, monitorar seu impacto de acessos, além de acompanhar pesquisas em campos particulares do conhecimento. Academia.edu foi fundado por Richard Price, Brent Hoberman, dentre outras pessoas. Em 2014, possuía 18 milhões de usuários registrados, cinco milhões de trabalhos acadêmicos e cerca de 15,7 milhões de visitantes únicos por mês.

## História de financiamento
Em novembro de 2011, Academia.edu arrecadou 4,5 milhões de dólares das empresas Spark Capital e True Ventures. Antes disso, tinha arrecadado 2,2 milhões de dólares da Spark Ventures e de um conjunto de investidores anjo, entre eles Mark Shuttleworth. Em março de 2014, Academia.edu alegou ter arrecadado 17,7 milhões de dólares de várias organizações.

## Ciência aberta
O sítio participa de movimentos de ciência aberta e acesso livre, respondendo a uma necessidade percebida de distribuição de pesquisas científicas e de um sistema de revisão por pares que aconteça durante a distribuição de trabalhos acadêmicos, em vez de antes. Dessa forma, a empresa declarou oposição ao Research Works Act.

## Recepção
O sítio TechCrunch observou que Academia.edu dá a acadêmicos uma forma "poderosa e eficiente para distribuir suas pesquisas", e que ele "permitirá aos pesquisadores manter o controle sobre quantas pessoas estão lendo seus artigos com ferramentas de análise especializadas", além de "ir muito bem em resultados no Google Search". Academia.edu reflete uma combinação entre normas de redes sociais e normas acadêmicas.

## Nome de domínio
Academia.edu não é uma universidade ou instituição de ensino superior e, dessa forma, sob os padrões atuais, não se qualifica para o domínio ".edu". O nome de domínio "Academia.edu" foi registrado em 1999, antes de existirem regulamentos que exigissem que nomes desse tipo de domínio fossem destinados a instituições de ensino superior. Todos os sítios ".edu" registrados antes de 2001 foram herdados e não estão sujeitos à exigência regulamentar de ser uma instituição acadêmica credenciada.